# 多枝原池
多枝原池（だしはらいけ）は、富山県富山市の立山カルデラ内に位置する池。鳶山崩れによって作られた堰き止め湖とされている。

## 地理
立山カルデラにある4つの池の一つで、不定形の形状をしている。
多枝原池周辺は岸際の底質は岩が混じった土砂であったが，深部では腐植土の堆積が見られた。水は水底付近でやや濁っていたが、水面付近は岸際から雪解け水が流入などで透明度が高い。

## 形成
鳶山崩れによる地滑りによって形成された堰止湖である。隣接する泥鰌池という池も同じ成因であり、両池の共通点は多い。一方で近くにある刈込池や新湯は火口湖であり、成因が異なっている。

## 生態
魚類はギンブナとイワナが確認されている。
それらの個体では1935年にフナ、1979年にイワナを放流した記録があり、それらが繁殖して定着したものと考えられる。
また、クロサンショウウオやモリアオガエルの卵塊が多数確認されている。

## 周囲
立山カルデラ内にはこの池と同じ成因である堰止湖の泥鰌池と、火口湖である刈込池と新湯の3つの池がある。